# Sven Israelsson
Sven Albert Israel Israelsson (* 17. Januar 1920 in Dala-Järna, Vansbro; † 9. Oktober 1989) war ein schwedischer Nordischer Kombinierer und Skilangläufer. Er gewann 1948 die Bronzemedaille im Einzelwettkampf der Nordischen Kombinierer bei den Olympischen Winterspielen im schweizerischen St. Moritz.

## Werdegang
Israelsson, der für seinen Heimatverein Dala-Järna IK startete, erzielte seine ersten Erfolge bei den schwedischen Meisterschaften. So holte er 1944 erstmals den Meistertitel. Im Laufe seiner Karriere wurde er insgesamt siebenmal Meister, davon fünfmal im Einzel.
Seinen erfolgreichsten Winter hatte Israelsson in der Saison 1946/47. So gewann er Mitte Februar den Wettbewerb um das Weiße Band in St. Moritz, ehe er wenige Tage später im Rahmen der internationalen Skiwoche in Chamonix den zweiten Platz hinter Niklaus Stump einnahm. Anfang März 1947 gewann Israelsson zudem als erster Ausländer den Kombinations-Wettbewerb beim Holmenkollen-Skifestival in Oslo. Nur eine Woche später konnte er diesen Erfolg mit dem Sieg bei den Lahti Ski Games in Lahti bestätigen. 1948 nahm Israelsson an den Olympischen Winterspielen in St. Moritz teil. Beim Skilanglauf erreichte er über 18 km im klassischen Stil den 16. Platz. In der Nordischen Kombination lag Israelsson nach den beiden Sprüngen noch auf dem ersten Rang, fiel allerdings nach dem Langlauf auf den dritten Platz zurück und gewann Bronze.
Bei den Weltmeisterschaften 1950 in Lake Placid verpasste er die Medaillenränge als Fünfter im Einzelwettkampf der Kombinierer knapp. Im Skilanglauf belegte er den 25. Platz über 18 km klassisch.

## Persönliches
Israelsson war der Vater des mehrmaligen schwedischen Meisters und Olympiateilnehmers in der Nordischen Kombination Sven-Olof Israelsson.